# サンブリリアント
有限会社サンブリリアントは日本の芸能事務所、映画製作会社。所在地は東京都新宿区新宿1-7-10 グランメゾン新宿御苑703。
主にグラビアで活動する女性タレントを扱う。前身として、同じく大勝ミサが代表を務めたカントリーママがある。
2014年4月、旧社名のグランマザーからサンブリリアントに社名変更する。

## 過去の所属タレント
- 蒼井菜芽
- 宇賀神愛海(オフィスicchoに在籍　神條愛海と名前を変え2011年夏季より活動中のようだが実態は年齢もあり開店休業状態)
- 江藤さり奈
- 澤木律沙 - ACEに移籍。
- 下村あゆみ
- 岡田真由香
- 潤音（岡田潤音）
- 升水美奈子
- 琉香
- 堀優衣

## 製作作品

### 映画
- 独身アパート どくだみ荘（1988年）
- カレンダー if just now（1991年）
- 棒の哀しみ（1994年）
- ViVA!Kappe ビバ!カッペ（2010年）
- 縁切り村〜デッド・エンド・サバイバル〜（2011年）
- 風切羽〜かざきりば〜（2013年）
- 眠り姫 Dream On Dreamer（2014年）
- ブラックフィルム（2015年）
- 霊眼探偵カルテット（2017年）